# Душанова грамота за Карейската килия
Грамотата на цар Стефан Душан за Карейската килия е дарствен хрисовул на сръбския цар Стефан Душан, издаден в Прилеп през 1348 г., с който сръбският цар дарява на Карейската килия „Свети Сава Йерусалимски“ в Атон селото Косорики в Хвосненска област (днес в Република Косово) заедно с четири негови махали (заселки) по течението на река Дечанска Бистрица и доход от 100 венециански перпера, заделен от царския имот (наречен в грамотата къща). Освен това Стефан Душан подарява на хилендарската болница риболовището Оркиниария на атонския бряг, което царят откупил преди това от игумена на Алупския манастир Мартиарий. В диспозицията на грамотата се съобщава, че царица Елена, която пожелала да бъде втори ктитор на Карейската килия, е получила правото свободно да избере старейшина на изпостницата измежду редовете на хилендардкото братство, като нейният избор паднал върху бившия хилендарски игумен Теодул.
Грамотата се е съхранявала в архива на Хилендарския манастир, заведена под номер 30 (Хил. 30). Била е изписана с черно мастило върху пергаментен лист. Текстът е написан с бързопис с елементи на полуустав и заема 45 реда плюс царския подпис. Печат няма, но в долната част на листа има четири ромбоидни дупчици. Този документ, който се смята за изгубен, в по-нови изследвания се определя като автентичен препис на несъхранената оригинална грамота, направен през XVII. В Хилендарския архив се съхранява и един препис на грамотата от XIX век.
Запазени са още две царски грамоти, издадени от Стефан Душан на Карейската килия „Свети Сава Йерусалимски“ през същата 1348 година – първата е издадена в Скопие и се съхранява в Хилендарския архив под номер 31 (Хил. 31), а втората и най-обширна грамота е издадена отново в Прилеп и също се съхранява в архива на Хилендар под номер 149 (Хил. 149). От трите грамоти Хил. 30 е с най-кратко съдържание, което в голямата си част преповтаря съдържанието на Големия прилепски хрисовул (Хил. 149). Поради тази причина грамотата дълго не е била издавана, тъй като повечето изследователи са били на мнение, че тя представлява по-кратък вариант на Прилепския хрисовул, заедно с който е била издадена по едно и също време. Въпреки това само в тази грамота се съдържа информация за дареното от Стефан Душан риболовище на хилендарската болница, което кара някои изследователи да приемат, че въпросната грамота Хил. 30 е самостоятелен документ, който според сръбския изследовател Владимир Мошин е послужил за първообраз на Големия прилепски хрисовул за Карейската килия (Хил. 149).

## Текст на грамота
| „ | Достолепно и добродетелно, и благоразумно е винаги да се принася слава на Бога в Троицата, тоест в Отца и Сина и Светия дух – единно божество, единна сила, едно естество, единна същност, несътворено, непроменливо и неразмесимо, трисъставно и събезначално, и единославно, и единопрестолно. От Нея просия светлината на неизречимата слава и многочестни, и драгоценни дарове бяха дарени на пророците и апостолите, и на мъчениците, и светците, и на преподобните, и на всичкия народ православен. От нея процъфтяха боголиките венци за всички, които с вяра са мирно живели на земята, а на самодържавните царе и владици и на всички господари различно дарове се разделиха, и като причина за живота безмерната Мъдрост Божия към всекиго велегласно въпие, казвайки: Чрез Мене царе царуват и утвърждават се скиптрите им, и силни с усърдие правда пишат. Така и аз, в Христа Бога благоверен и от Бога поставен Стефан, цар на всички сърби и гърци и на западните страни, който по Божия благодат израстнах в своето отечество и по Негова воля наричам се издънка на благия корен на светите мои родители: от праведника свети Симеон Неманя, новия мироточец, който е бил първи господар бивш на сръбските земи, и на нашия светител, архиерей и първопрестолник на отечеството наше, господин Сава, чрез Божията благодат и помощта на пречистата Богородица, и чрез молитвите на богоугодните свети родители и прародители мои от Бога дарено ми беше царство. И понеже от началото на моето царуване съм обзет от ревност към всички свети божествени църкви, и с дарената ми от Бога и боголюбива царица августа кира Елена постарахме се от все сърце и душа за манастирите в Света гора Атон и за живеещите в нея преподобни богоносни иноци и свети, и блажени отци. И като слушах много и дивно за живота на тези свети мъже, та и царство ми отдавна желаеше и да види, и да се поклони на тези свети места, и да ме благословят тези свети и богоносни отци с благодатта на владиката Христа, който дава всичко благо за спасението и изпълнява всяко добро желание. И изпълни се с желание сърцето мое да види онази свята Гора и като започна нашето разглеждане, дойдохме с богодарената ми царица кира Елена в намиращия се там голям манастир Хилендар, създаден от прародителите мои, там се поклонихме на дома на Пречистата и бяхме благословени от светите жители (негови). Даже вътрешността на светия манастир и сихастерията обходихме и разгледахме заедно с царицата, като дарихме различни дарове и изпълнихме онова, що не достигаше на светото място. И много удивени, разпитахме за живота на светите тези мъже и приехме от тях благослов и духовна поука. И като обиколихме тези свети места, стигнахме до място, наречено Карея, и в килията на свети Сава Йерусалимски, която е създал господин и родителят наш кир Сава и в която е богоугодно живял. И като видя царицата оскъдицата и нищетата в тази килия, пожела втори ктитор да ѝ бъде и да снабди това място, и с благословение и съгласие от хилендарските монаси да се постави старец в килията на свети Сава, и да не бъде от никъде другаде, а само от Хилендар. И като се върна царство ми в своя си манастир в Хилендар, по желание на царства ни и чрез благословията на игумена и старците благословихме проигумена поп Теодул да предстоятелства килията на свети Сава. И дари царство ми на тази килия в Карея във Хвосно село Косорики с всичките заселки – Днеполе и Доляни, и Чешково, и Челопеци, и с всички межди и права да си има карейската килия тези села довека. И закона на тези села като на другите села Хилендарски. И още дари царство ми на болницата хилендарска ловището Оркиниария на морето, що купих от игумена алуски кир Мартирий и от старците на манастира Алуп. И мястото на това ловище е както слиза потокът в морето на църквата Маслица. И това ловище да си го има болницата хилендарска довеки. И още царство ми остави на килията на свети Сава в Карея да се дава от къщата на царство ми всяка година по 100 перпери венециански. И това златопечатно слово на царство ми молим, който царствува след мене, цяло и ненарушено да бъде, но и повече да се потвърди. А който дръзне да унищожи това написание мое, на цар Стефан, такъв да го разорят Господ бог и пречистата Негова майка, и да го порази силата на честния кръст Господен, и да е проклет от дванадесетте апостоли и четиримата евангелисти, и от седемте вселенски събора, и от светите отци наши Симеон и Сава, и да е проклет от всички светци, и от царство ми да няма благословия. Записа се това написание, докато господин царят стоеше във великославния град Прилеп, в лето 6856, индикт първи. СТЕФАН В ХРИСТА БОГА ВЕРЕН ЦАР НА СЪРБИ, ГЪРЦИ И ПОМОРИЕ | “ |